# Адамчук-Чалая, Надежда Ивановна
Надежда Ивановна Адамчук-Чалая (укр. Надія Іванівна Адамчук-Чала, урождённая Адамчук; род. 4 октября 1970, Киев) — украинский учёный-биолог, космонавт. Опыта космических полётов не имеет, но остаётся членом отряда космонавтов Государственного космического агентства Украины (ГКАУ).

## Образование
- 1992 — окончила киевский Национальный педагогический университет имени М. П. Драгоманова.

## Профессиональная деятельность
Работает в Институте микробиологии и вирусологии им. Д. К. Заболотного Национальной академии наук Украины (НАНУ).
Ранее работала в Институте ботаники имени Н. Г. Холодного НАНУ. Готовила эксперименты, которые предполагались к постановке на орбитальной станции.

## Космическая подготовка
- Сентябрь 1996 — включена в состав группы космонавтов Украины для прохождения подготовки к полётам на кораблях системы «Спейс шаттл».
- Октябрь 1996 — двухнедельная первично-ознакомительная подготовка в США, не окончив её из-за медицинских показателей, вернулась на Украину. Остаётся астронавтом ГКАУ.

## Научные звания
- Кандидат биологических наук (работа проведена в Центральном ботаническом саду им. Н. Н. Гришко Национальной академии наук Украины).

## Награды и почётные звания
- 2003 — премия Президента Украины для молодых учёных за работу «Гравичувствительность растений на клеточном и молекулярном уровнях».